# セネガル航空

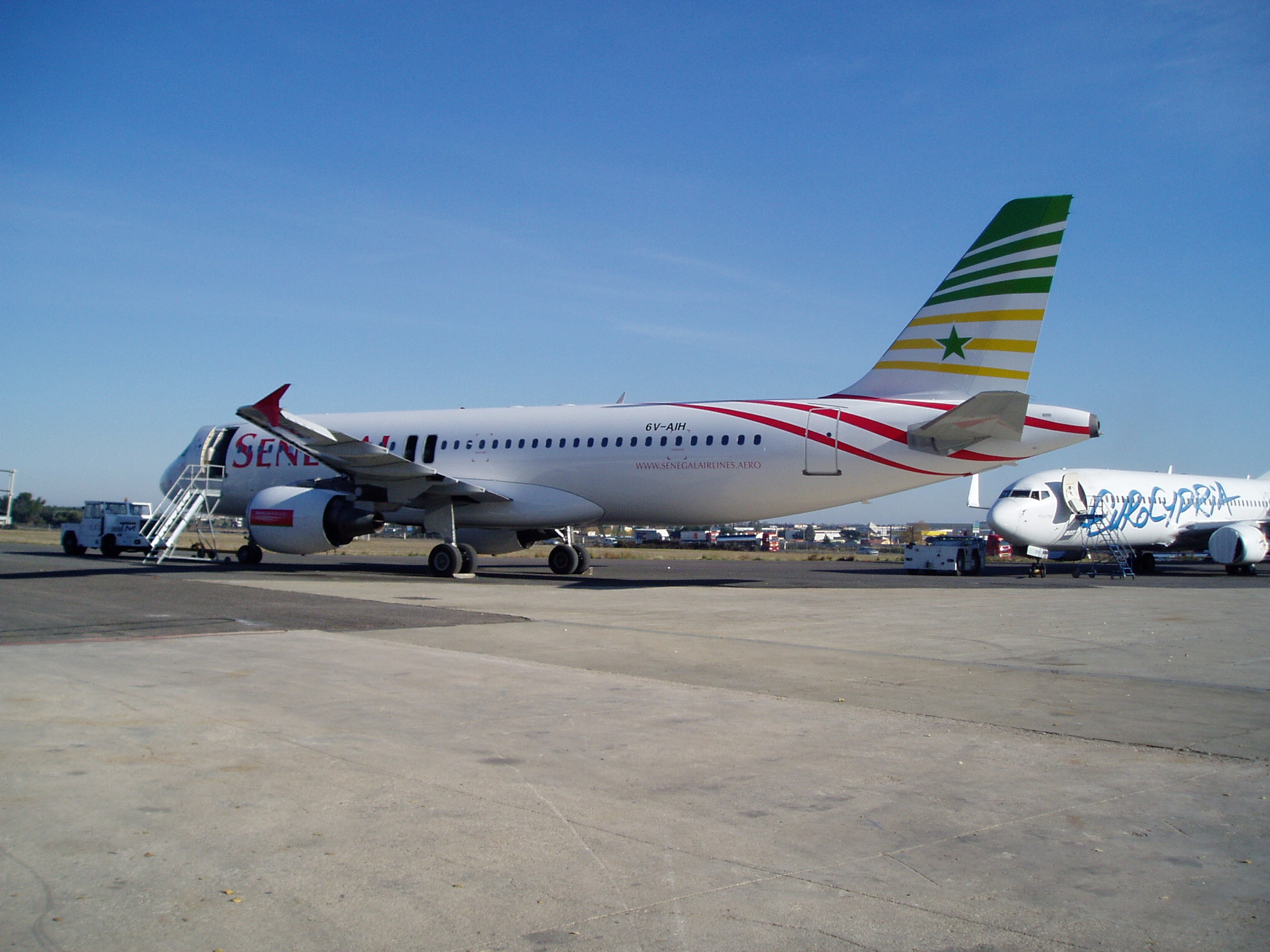
セネガル航空のエアバスA320型機

セネガル航空（フランス語：Groupe Air Sénégal、英語：Senegal Airlines）はセネガルのダカールに本拠地を置いていた同国のフラッグキャリアである。2009年に運航停止したセネガル国際航空に代わって設立された。2011年1月18日より運航を開始する予定だったが、1週間遅れて1月25日から運航を開始した。経営不振のため2016年4月12日に全ての運航を終了したが、同年に後継会社としてエア・セネガルが設立され、2018年5月より運航を開始した。

## 就航都市

### アフリカ
中部アフリカ
- カメルーン：ドゥアラ
- ガボン：リーブルヴィル

西アフリカ
- ベナン：コトヌー
- ブルキナファソ：ワガドゥグー
- コートジボワール：アビジャン
- カーボベルデ：プライア
- ギニア：コナクリ
- ガンビア：バンジュール
- ギニアビサウ：ビサウ
- マリ：バマコ
- モーリタニア：ヌアクショット
- ニジェール：ニアメー
- セネガル：ダカール（ハブ空港）、ジガンショール

## 機材
2011年8月現在
- ATR 42-500：1機
- エアバスA320-200：3機